# Єзьори (Лодзинське воєводство)
Єзьори (пол. Jeziory) — село в Польщі, у гміні Серадз Серадзького повіту Лодзинського воєводства.
Населення — 238 осіб (2011).
У 1975-1998 роках село належало до Серадзького воєводства.

## Демографія
Демографічна структура станом на 31 березня 2011 року:
|          | Загалом | Допрацездатний вік | Працездатний вік | Постпрацездатний вік |
| -------- | ------- | ------------------ | ---------------- | -------------------- |
| Чоловіки | 119     | 29                 | 82               | 8                    |
| Жінки    | 119     | 34                 | 66               | 19                   |
| Разом    | 238     | 63                 | 148              | 27                   |